# 53 км (зупинний пункт, Південна залізниця)
53 кіломе́тр — залізничний пасажирський зупинний пункт Харківської дирекції Південної залізниці.
Розташований у селі Кирилівка, Красноградський район, Харківської області на лінії Мерефа — Красноград між станціями Власівка (5 км) та Берестовеньки (5 км).
Станом на травень 2019 року щодоби вісім пар приміських електропоїздів здійснюють перевезення за маршрутом Харків-Пасажирський — Красноград.